# Запрет выступлений ирландских националистов на британском телевидении и радио
Запрет выступлений ирландских националистов на британском телевидении и радио, известный как Ограничения в телерадиовещании Великобритании 1988—1994 годов (англ. 1988–1994 British broadcasting voice restrictions), — запрет трансляции по телевидению и радио выступлений ирландской националистической партии Шинн Фейн, ольстерских лоялистов и ирландских республиканцев (ИРА), введённый 19 октября 1988 года министром внутренних дел Великобритании Дугласом Хёрдом. Запрет распространялся на 11 организаций и действовал во время всплеска насилия в Северной Ирландии.
Британские телерадиокомпании научились обходить запрет, приглашая актёров для озвучивания речей ирландских политиков так, чтобы никто не сумел распознать обман. В самой Великобритании группа журналистов выразила своё недовольство, поскольку Великобритания, по их мнению, становилась в один ряд со странами, где преследовали журналистов. В январе 1994 года Ирландия отменила свой закон о запрете телерадиовыступлений Шинн Фейн, и под давлением общественности 16 сентября 1994 года, в дни перемирия между ИРА и британскими властями, британский запрет также был отменён.

## Предыстория
Во время конфликта в Северной Ирландии телерадиокомпаниям Великобритании приходилось часто снимать с эфира программы на тему Ирландии. Одной из таких пострадавших передач был документальный телесериал «На краю Союза» (англ. At the Edge of the Union), выходивший на BBC. В эпизоде «Подлинные жизни» (англ. Real Lives) были показаны кадры с участием члена «Шинн Фейн» Мартина Макгиннесса и члена Демократической юнионистской партии Грегори Кэмпбелла. Программу сняли с эфира после вмешательства правительства, однако это привело к дню протеста Национального союза журналистов, которые прекратили работу по причине нарушения принципа независимого вещания.
В течение месяцев запрета тех или иных телепередач и радиошоу в Северной Ирландии вспыхивали беспорядки и происходили перестрелки и теракты. Одним из самых кровавых последствий стал взрыв автобуса в Баллиголи, в результате которого погибли восемь британских солдат. Ещё один инцидент, убийство двух капралов в Белфасте, которые попытались сорвать похороны убитого солдата ИРА, вынудил журналистов вступить в конфликт с правительством, особенно после того, как они отказались передать фотографии с места происшествия Королевской Ольстерской полиции, чтобы не попасть под давление. В ответ на это премьер-министр Маргарет Тэтчер обратилась к Палате Общин с заявлением, в котором утверждала, что журналисты отказались исполнить свой профессиональный долг в качестве помощи расследованию и фактически перешли на сторону террористов. Фильм об ирландцах в итоге запретили вообще к показу согласно Закону о предотвращении терроризма и Акту о чрезвычайном положении от 1973 года.
Третье правительство Тэтчер в лице консерваторов приняло решение запретить Шинн Фейн пользоваться услугами СМИ для оправдания действий ИРА, чтобы дать адекватный ответ на рост насилия в регионе, изменить законодательно понятие права о хранении молчания и сузить использование помилования и досрочного освобождения. В сентябре 1988 года очередным поводом для принятия таких мер стало ток-шоу «Поздним вечером» (англ. After Dark), в одном из выпусков которого, вышедшем на 4-м канале, гостем был Джерри Адамс, глава Шинн Фейн. Пол Уилкинсон, профессор Абердинского университета и эксперт по истории терроризма, потребовал немедленно снять с эфира выпуск, что и было сделано.

## Запрет
19 октября 1988 года министр внутренних дел Дуглас Хёрд на основании пункта 13(4) Лицензии на телерадиовещание BBC и пункта 29(3) Акта о вещании 1981 года ввёл запрет на любые передачи по телевидению и радио, в которых принимают участие сторонники и члены ирландских военизированных формирований или националистических партий. Британским СМИ запрещалось пускать в эфир аудио- и видеозаписи с присутствием ирландских националистов (в том числе и записей их голосов), лоялистов и республиканцев. Вне закона этим фактом объявлялись выступления ИРА, ИНОА, Ассоциации обороны Ольстера и Ольстерских добровольческих сил, хотя основной целью являлась Шинн Фейн. Обращаясь к Палате Общин, Хёрд заявил, что террористы черпают поддержку на радио и телевидении, и запрет призван прекратить подобное явление. Премьер-министр Маргарет Тэтчер понадеялась, что перекроет кислород ирландским боевикам, лишив их поддержки СМИ.
Акт 1981 года позволял министру внутренних дел принимать подобные меры для обеспечения общественных интересов без предварительного обсуждения в парламенте, однако Хёрд предложил вопрос для рассмотрения Палате Общин 2 ноября 1998 года. Оппозиция в лице лейбористов выступила против запрета, доказывая, что он неприемлем для свободного общества, однако составлявшие большинство консерваторы в основном поддержали запрет.
Национальный совет по гражданским свободам осудил запрет, к нему 10 ноября присоединился Национальный союз журналистов (однако из-за разногласий забастовка журналистов прекратилась, не успев толком начаться). Несколько журналистов попытались подать в суд на Парламент за нарушения их прав, однако в мае 1989 года Высший суд Англии и Уэльса отказал журналистам в удовлетворении их иска, заявив, что министр внутренних дел действовал на законных основаниях. Апелляционный суд в декабре 1989 года подтвердил решение Высшего суда.
Хёрд рассчитывал, что запрет должен будет повлиять на СМИ любого уровня, начиная государственными и заканчивая местными. Однако противники этих мер возражали, заявляя, что им могут подавать ложную информацию, не соответствующую действительности и создающую ошибочное общественное мнение. Ведущая Скарлет Макгуайр в 1989 году сказала, что дело касается не столько журналистов, которые стремятся сообщать правдивую информацию, сколько простых людей, которые не смогут понять происходящее досконально по причине обрывочной или же противоречащей информации. Герцог Джеймс Хасси, глава BBC, назвал запрет очень опасным прецедентом, а через год на Даунинг-стрит, 10 состоялась акция протеста. На ней была представлена петиция против запрета в рамках Кампании за свободу прессы и вещания, подписанная 50 депутатами.

## Реализация
Журналистам порекомендовали обойти запрет любыми способами, которые только возможны. Сначала действие запрета распространялось и на архивный материал, но затем его вывели из-под действия запрета. В 2005 году Джон Бёрт, бывший генеральный директор BBC, заявил, что идея Хёрда была выдумана из воздуха. Дэнни Моррисон, в 1988 году директор отделения Шинн Фейн по связям с общественностью, после совещания с теле- и радиожурналистами сумел добиться обхода запрета: идею о введении субтитров отмели, заменив её идеей приглашения актёров для зачитывания официальных заявлений. BBC и её коммерческие партнёры составили список актёров, которых можно было пригласить для озвучивания текстов на тематику конфликта в Северной Ирландии, за довольно короткий срок. Актёры зачитывали текст синхронно с оригинальным автором текста. Так, один раз такой способ испытали на американском телеканале CNN, когда якобы Джерри Адамс давал интервью. Американцы не догадались, что вместо Адамса текст читал дублёр.
Под запрет попали многочисленные ток-шоу и телесериалы. В декабре 1988 года госсекретарь Северной Ирландии Том Кинг приказал 4 каналу снять с показа серию телесериала «Лу Грант», в которой рассказывалось о вымышленном боевике ИРА, однако этот эпизод уже ранее был показан по телевидению. Запрету подвергся документальный фильм «Мать-Ирландия» (англ. Mother Ireland), в котором рассказывалось об участии женщин в конфликте и о журналистке Майред Фаррелл, которую убили во время спецоперации SAS в Гибралтаре. Большая часть одного из выпусков ток-шоу «Нация» (англ. Nation) с участием Бернадетт Макэлиски также была вырезана после того, как значительная часть её речи была отображена в субтитрах.
На радиостанции County Sound в графстве Суррей из эфира исключили интервью с Эрролом Смолли, одним из участников банды «Гилфордская четвёрка», хотя он позднее появлялся на радио. В ноябре 1988 года запретили проигрывать на радио песню «Streets of Sorrow/Birmingham Six» группы The Pogues по причине поддержки Бирмингемской шестёрки, осуждённой по обвинению в причастности ко взрывам в пабах Бирмингема, и Гилфордской четвёрки.
Во время парламентских выборов в 1992 году запрет пришлось на время снять для дебатов между Джерри Адамсом от Шинн Фейн и Джоном Хьюмом от Социал-демократической и лейбористской партии. Запрет вернули сразу же после закрытия избирательных участков, предотвратив реакцию Адамса на своё поражение в борьбе за место в парламенте и не показав её по телевидению или по радио. Подлинные голоса националистов могли звучать, если речь шла не о конфликте в Северной Ирландии. Также разрешалось говорить и непосредственному свидетелю событий, связанных с конфликтом. Так, Джерард Макгиган, член Шинн Фейн, в феврале 1992 года появился в СМИ, когда рассказывал, как на его дом напали бандиты из Борцов за свободу Ольстера и попытались обокрасть его. С другой стороны, журналисту Питеру Тейлору разрешили взять интервью у боевиков ИРА, осуждённых и отправленных в тюрьму Мэйз, материал которого вошёл в документальный фильм. Боевики рассказывали о своей жизни в тюрьме, однако часть интервью, посвящённую условиям обращения (в частности, продовольственному снабжению), пришлось переозвучить. В 2005 году Фрэнсис Уэлш, телепродюсер, назвал это происшествие сюрреалистической природой запретов.

## Отмена запрета
Преемник Тэтчер, Джон Мейджор, в ноябре 1993 года обратился с речью в Палате Общин с предложением пересмотреть запрет, сказав, что журналисты, которые брали интервью у националистов, местами перегнули палку. После его заявления на телевидении показали интервью Джерри Адамса, которое Джилл Найт, член парламента от Консервативной партии, описала как вызванное преступлением против огромного числа людей. Консерваторы-заднескамеечники и ольстерские юнионисты, со своей стороны, требовали ужесточить ограничения, а газета The Irish Times и вовсе сообщила, что Мейджор планирует полностью подавить свободу слова. Однако журналисты выступили против ужесточения закона: Джон Симпсон с BBC заявил, что тогда никто не сможет узнать истину о событиях в Северной Ирландии. В то время освещение событий в Северной Ирландии стало более и более частым, поскольку мирное урегулирование конфликта наконец-то началось. Госсекретарь по вопросам наследования Питер Брук провёл небольшое исследование, однако в феврале 1994 года правительство Мейджора приняло решение восстановить статус-кво.
Давление с призывом отменить запреты выросло после того, как Правительство Ирландии в январе 1994 года отменило цензуру против Шинн Фейн и военизированных групп, что дало северным ирландцам право наконец-то увидеть и услышать своих лидеров на телеканале RTÉ: освещение в британских СМИ для этих лидеров всё ещё было под запретом. Комментируя решение Ирландии, Адамс заявил, что цензура в течение 20 лет не позволяла никому получать право на информацию и создавать возможности для мирного разрешения конфликта. В 1994 году Адамс, посетив США с визитом, выступил с речью, которая транслировалась почти во сех странах мира, кроме Великобритании (там её пришлось опять же продублировать). В мае 1994 года Национальный союз журналистов даже обратился с жалобой в Европейскую комиссию по правам человека с просьбой помочь в отмене закона о запрете цензуры, но получил отказ. С аналогичной просьбой обращались и журналисты Ирландии в 1991 году, выступая против своего правительства, но и им отказали.
16 сентября 1994 года, спустя день после объявления ИРА о прекращении огня, запрет выступлений ирландских националистов и республиканцев по телевидению и радио наконец-то был отменён. В тот же день Мейджор объявил об открытии движения по десяти дорогам между Северной Ирландией и Ирландией и обещал провести референдум по поводу будущего управления Северной Ирландии. Мартин Макгиннесс стал первым депутатом от Шинн Фейн, давшим интервью британскому телевидению после отмены запрета (он выступил на Ольстерском телевидении).
Отмена запрета приветствовалась всеми телерадиокомпаниями. Исполнительный директор 4 канала Майкл Грэйд сказал, что отмена запрета ознаменовала собой конец жестокой эпохи, в годы которой пытались подвергнуть цензуре освещение важнейших в послевоенные годы новостей. Джон Бёрт отметил, что теперь события снова будет возможно освещать со всех сторон. Шинн Фейн также одобрила целиком и полностью отмену запрета, и лишь юнионисты остались возмущёнными этим решением. Питер Робинсон, член Демократической юнионистской партии, отметил, что решение было поспешным, поскольку ИРА не была разоружена, и тем самым была официально признана легальной вооружённая организация, потенциально опасная для Великобритании.

## Анализ
Фрэнсис Уэлш, продюсер документального фильма BBC «Не говорить о зле» (англ. Speak No Evil), утверждал, что запрет усилил давление на процесс освещения событий в Северной Ирландии, в то время как Дэнни Моррисон называл этот закон оружием правительства в войне, чтобы заставить республиканцев замолчать. Бывший член партии консерваторов Норман Теббит сказал, что СМИ давали Шинн Фейн и ИРА ту свободу, которую они не заслуживали, а Питер Робинсон назвал использование этого законопроекта оправданным.
В 1994 году барон Тони Холл, глава службы новостей BBC в Великобритании, заявил, что меры по цензуре СМИ не позволяли зрителям и слушателям адекватно судить о происходящих событиях, как и не позволяли отличить обманный голос от подлинного. В частности, он процитировал появление Джерри Адамса на ток-шоу «На записи» (англ. On the Record) в сентябре 1993 года, в котором тот говорил о мире в Северной Ирландии. Холл утверждал, что Адамс слишком волновался и не вёл себя раскрепощённо во время интервью, в то время как ведущая Шина Макдональд утверждала, что военным путём мира в Северной Ирландии нельзя достичь. Однако зрители не были в курсе мельчайших подробностей поведения обоих участников. Также Холл упомянул, что британские журналисты жаловались на цензуру, сравнивая её с цензурой в Индии и Египте, а также заявил, что Шинн Фейн и ИРА манипулировали запретом, используя его как повод для отказа в предоставлении интервью.
Редактор по зарубежным новостям BBC Джон Симпсон сказал, что испытывал аналогичные трудности во время войны в Персидском заливе. Когда он работал в Багдаде, то некоторые его коллеги критиковали иракскую цензуру, в ответ на что иракцы ехидно упоминали запрет на освещение деятельности Шинн Фейн, что вызывало возмущение Симпсона и нежелание видеть Великобританию в одном ряду с хуссейнским Ираком. На конференции по делам Северной Ирландии, состоявшейся в ноябре 1993 года в Лондонском университете, руководителем которой была ирландка Мэри Холланд, несколькоу частников заявили, что вынуждены были сами проводить журналистские расследования.
Исследование, проведённое Glasgow Media Group, отмечает, что освещение деятельности Шинн Фейн до запрета было относительно малым: в 1988 году эта партия появлялась на телевидении или радио всего 93 раза, 17 раз давала интервью BBC (при 633 интервью итого, из которых 121 на счету консерваторов и 172 на счету Королевской Ольстерской полиции и гражданских служб), к тому же ни разу не дав его в студии. Однако уже после запрета популярность упала ещё ниже, и в следующем году Шинн Фейн появилась только 34 раза. Задержки и путаницы, голоса за кадром и субтитры часто приводили к тому, что передачи и фильмы снимались с эфира.